# Чад Џонсон
Чад Џонсон (енгл. Chad Terry Johnson — Саскатун, 10. јун 1986) професионални је канадски хокејаш на леду који игра на позицији голмана.
Члан је сениорске репрезентације Канаде за коју је на међународној сцени дебитовао на светском првенству 2010. године. У тек другом наступу за репрезентацију на СП 2017. године освојио је сребрну медаљу.
Учествовао је на улазном драфту НХЛ лиге 2006. где га је као 125. пика у петој рунди одабрала екипа Питсбург пенгвинса. Током каријере играо је за Ренџерсе, Којотсе, Бруинсе, Ајландерсе и Сејберсе, а од 2016. игра за Калгари флејмсе.